# Río Onza
Río Onza är ett vattendrag i Spanien.   Det ligger i provinsen Province of Córdoba och regionen Andalusien, i den sydvästra delen av landet, 300 km sydväst om huvudstaden Madrid.